# 柔远路
柔远路，元朝时设置的路。
至元十三年（1276年）置，治所在今云南省保山市西南怒江坝。辖境相当今云南省保山市西南部及龙陵县地。明洪武十五年（1382年），改柔远府。